# Brodarevo
Brodarevo (Servisch cyrillisch Бродарево) is een plaats in de Servische gemeente Prijepolje. De plaats telt 9000 inwoners (2002).